# 3ОФ45
3ОФ45 «Наместник-1» (сокр. индекс — ОФ45) — 152-мм осколочно-фугасный снаряд для выстрелов раздельного заряжания гаубиц 2А65 «Мста-Б» и 2С19 «Мста-С».
Предназначен для подавления артиллерийских и миномётных батарей, средств противо-воздушной обороны, пусковых установок тактических ракет, бронированных огневых средств мотопехотных и танковых подразделений, для поражения живой силы, полевых, фортификационных и других оборонительных сооружений.

## Варианты исполнения

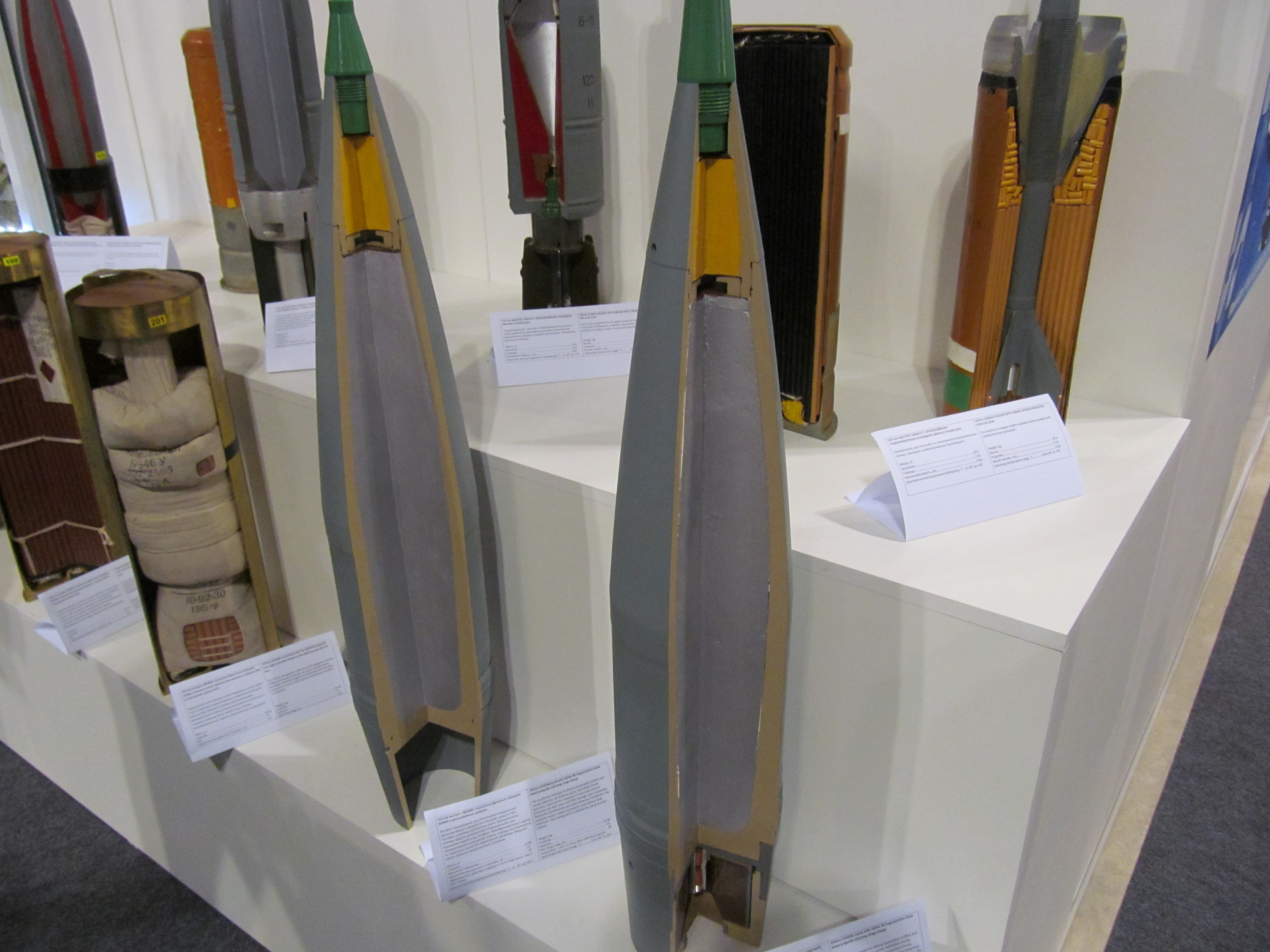
152-мм ОФС 3ОФ64 (слева), 152-мм ОФС с ГГ 3ОФ61 (справа)

- 3ОФ45-1 — с насечкой в виде ячеек на оживальной и конических частях снаряда, улучшающей дробление корпуса на осколки.
- 3ОФ45М-1
- 3ОФ64 «Наместник» — отличается технологией изготовления, конструктивно унифицирован с близким к 3ОФ45 по конструкции снарядом с донным газогенератором 3ОФ61.

## Применение
Применяется в составе выстрелов:
- 3ВОФ70 — с полным зарядом для 2С18 и 2А61;
- 3ВОФ72 — с дальнобойным зарядом Ж61 для 2С19 и 2А65;
- 3ВОФ58 — с полным переменным зарядом ЖН-546 или Ж38 для 2С19 и 2А65;
- 3ВОФ73 — с уменьшенным переменным зарядом Ж-546У для 2С19 и 2А65;
- 3ВОФ78 — с уменьшенным переменным зарядом для 2С18 и 2А61.

## Характеристики
- Масса снаряда, кг: 43,56
- Масса взрывчатого вещества, кг: 7,65
- Скорость осколков 2100 метров в секунду
- расчетное количество осколков  6780   единиц , масса единицы поражающего элемента от 4 до 5,5 грамм
- Максимальная дальность стрельбы (2A65, 2С19), км: 24,7
- Максимальная дальность стрельбы (2A61, 2С18), км: 15,2
- Эффективность действия снаряда в 1,2 — 1,3 раза выше, чем у ОФС ЗОФ25
- Температурный диапазон эксплуатации, градусов Цельсия: ±50
- Тип взрывателя: РГМ-2М, РГМ-2